# Suranne Jones
Suranne Jones, född Sarah Anne Jones 27 augusti 1978 i Chadderton, Oldham, är en brittisk skådespelare. Jones har bland annat medverkat i serierna Doctor Foster och Scott & Bailey.

## Filmografi i urval
- Coronation Street 1997–2004
- Vincent 2005–2006
- Strictly Confidential 2006
- Ont blod 2009
- The Sarah Jane Adventures 2009
- Five Days 2010
- Scott & Bailey 2011–2016
- Det blodröda fältet 2014
- Doctor Foster 2015–2017
- Gentleman Jack 2019-2022
- Vigil 2021